# Laura Tovar
Laura Viviana Tovar Pérez (* 10. November 1996 in Bogotá) ist eine kolumbianische Squashspielerin.

## Karriere
Laura Tovar begann ihre professionelle Karriere in der Saison 2017 auf der PSA World Tour und gewann auf dieser bislang vier Titel. Ihre höchste Platzierung in der Weltrangliste erreichte sie mit Rang 79 am 8. Januar 2024. Mit der kolumbianischen Nationalmannschaft nahm sie 2014 und 2024 an der Weltmeisterschaft teil. Bei Weltmeisterschaften im Doppel und Mixed kam sie bislang weder 2016 noch 2017 über die Gruppenphasen hinaus. 2012 wurde sie mit Karol González im Doppel Panamerikameisterin, zehn Jahre später wurde sie Vizepanamerikameisterin im Einzel und mit Andrea Soria nochmals Panamerikameisterin im Doppel. Bei den Panamerikanischen Spielen gewann sie 2015 im Doppel mit Catalina Peláez und der Mannschaft jeweils die Bronzemedaille. 2019 sicherte sie sich in Lima im Doppel und mit der Mannschaft abermals Bronze. Bei den Panamerikanischen Spielen 2023 in Santiago de Chile gewann Tovar Doppel mit Lucía Bautista die Goldmedaille, während sie sich mit der Mannschaft einmal mehr Bronze sicherte.
Insgesamt sechs Medaillen sicherte sie sich bei den Zentralamerika- und Karibikspielen. Mit ihrer Schwester María gewann sie 2018 Gold im Doppel, hinzu kommen vier weitere Silbermedaillen und einmal Bronze.

## Erfolge
- Vize-Panamerikameisterin: 2022
- Panamerikameisterin im Doppel: 2012 (mit Karol González), 2022 (mit Andrea Soria)
- Panamerikameisterin mit der Mannschaft: 2022
- Gewonnene PSA-Titel: 4
- Panamerikanische Spiele: 1 × Gold (Doppel 2023), 5 × Bronze (Doppel 2015 und 2019, Mannschaft 2015, 2019 und 2023)
- Südamerikaspiele: 5 × Gold (Doppel und Mannschaft 2018, Einzel, Doppel und Mannschaft 2022), 1 × Silber (Einzel 2018)
- Zentralamerika- und Karibikspiele: 1 × Gold (Doppel 2018), 4 × Silber (Einzel und Doppel 2014, Mannschaft 2014 und 2018), 1 × Bronze (Einzel 2018)